# Broszków
Broszków – wieś w Polsce położona w województwie mazowieckim, w powiecie siedleckim, w gminie Kotuń. Ma status sołectwa.
Wierni Kościoła rzymskokatolickiego należą do parafii św. Antoniego w Kotuniu.
W latach 1975–1998 miejscowość administracyjnie należała do województwa siedleckiego.

## Dane ogólne
Wieś jest położona 12 kilometrów od Siedlec i 90 kilometrów od Warszawy. W Broszkowie znajduje się remiza strażacka (OSP Broszków) i XIX-wieczny park oraz Rezerwat przyrody Stawy Broszkowskie. Przebiega tędy droga krajowa nr 2, będąca polską częścią międzynarodowego szlaku komunikacyjnego E30 z Cork (Irlandia) do Omska (Rosja).

## Historia
Najstarsze znane zapiski o Broszkowie pochodzą z dokumentu z 1428 r., w którym jest on wymieniony jako majątek będący w posiadaniu rodziny należącej do szlachty mazowieckiej, pochodzącej z Prusów. Od Broszkowa wzięła swe nazwisko rodzina Broszkowskich, pieczętująca się najpierw herbem Prus, potem herbem Brochwicz.

### Średniowiecze
W dokumentach znajdujących się w Instytucie Historii PAN w Warszawie istnieje zapis, że w roku 1428 Mikołaj z Broszkowa, wraz z dziećmi Prejtorem, Anną, Dorotą i Małgorzatą sprzedał szlachcicowi Siemionowi z Bliznego swoje udziały w Broszkowie za kwotę 100 kop groszy praskich. Suma, którą zapłacono za Broszkowo, była znaczna.
Z zapisu tego można wywnioskować, że po pierwsze, Mikołaj, mając dzieci na tyle duże, że uczestniczyły w akcie prawnym, urodzony był z pewnością jeszcze w XIV wieku. Po drugie, imię syna Preythor wskazuje na niewątpliwe pochodzenie pruskie. Siemion z Bliznego również pochodził z nobili pruskich, którzy schronili się na Mazowszu przed krzyżakami – a zatem można sądzić, że transakcja odbyła się w rodzinie (rodzie), a jej przedmiotem była włość pozostająca we władaniu rodziny już od około stu lat. Dokument nie wymienia żony Mikołaja, a więc była ona zapewne posiadaczką innych włości stanowiących jej wiano.
Postać Siemiona z Bliznego – nowego właściciela Broszkowa – jest znana z innych dostępnych źródeł. Siemion był synem możnego rycerza Piotra z Wierzuchowa. Dobra Wierzuchów były książęcym nadaniem dla Prusów. Piotr pozostawił trzech synów i pięć córek – wszyscy znani z imienia i wiadomo również jakie majątki im przypadły. Siemion był drugim synem Piotra. W ramach działów rodzinnych otrzymał od ojca Blizne wraz z lasem przy granicy Babic oraz wieś Borakowo. Dziś Wieruchów, Blizne, Babice, Buraków to osiedla k. Warszawy, sąsiadujące z dzielnicą Wolą.
W tym czasie nazwisko Broszkowski nie było jeszcze w użyciu, a właściciele Broszkowa występowali pod godłem rodu heraldycznego Prusów.
Siemion z Broszkowa w dalszych latach powiększał swój stan posiadania: w roku 1435 wykupił od braci Jakusza i Piotra ze Świętochowa resztę udziałów w Broszkowie, a w roku 1443 od Tomasza Ciołka z Zalesia i jego brata Febrona kupił posiadłość Siana (dziś Sionna w gminie Kotuń) położoną na zachód od Broszkowa.
Można zatem przyjąć, że to Siemion z Bliznego, a następnie piszący się już z Broszkowa, miejsca jego nowej rezydencji, stał się protoplastą Broszkowskich.
W dokumencie z roku 1476 po raz pierwszy wystąpiło słowo Broszkowski użyte w nazwie wsi Wola Sbroszkowska. Jest to akt księcia mazowieckiego Konrada III Rudego, który zwalnia Mikołaja ze Sbroszkowa i jego wsie Sbroszkowo i Wola Sbroszkowska w powiecie liwskim, wraz z mieszkańcami i kmieciami zamieszkałymi w rzeczonych wsiach, od wszelkich prac przy budowie nowych zamków i fortyfikacji. W tym czasie bowiem nadal budowano zamek w Liwie. Budowę rozpoczął jeszcze w roku 1429 książę warszawski Janusz I, który w tym samym roku zmarł.

### XVI-XVII wiek
Panowie na Broszkowie rozradzali się zyskując dobrą pozycję społeczną. Sprawowali różne urzędy w rodzinnej ziemi Liwskiej, dbali też o wykształcenie swoich synów. Trzech młodzieńców z Broszkowa było w różnym czasie studentami uniwersytetu krakowskiego: w roku 1459 Maciej Mikołaj z Broszkowa (Mathias Nicolaus de Broskovo), w roku 1519 Jerzy Stanisław z Broszkowa (Georgius Stanislav de Broskovo), a w roku 1545 jego syn – Jan Jerzy (Johannes Georgius).
Broszkowo położone jest w parafii Niwiski (XVI-wieczna mapa Mazowsza podaje nazwę Niwiska), na południowy zachód od Niwisk i na zachód od Siedlec. Rodzina Broszkowskich powiększała się – na mapie, oprócz Broszkowa, znajdujemy takie oto nazwy: Gręzowo, Piróg-Broszkowo, Cisie-Broszkowo, Nowaki-Broszkowo. Wsie te powstały dzięki oddziaływaniu dworu w Broszkowie. Cisie wzmiankowane było już w roku 1524, Piróg (Pieróg) i Nowaki wymienione były w roku 1563. Nie ma już Woli Broszkowskiej, występującej we wcześniejszych dokumentach.
W XVI wieku jednym z najwybitniejszych przedstawicieli rodu Broszkowskich był Jerzy, który był synem Stanisława, a prawdopodobnie wnukiem Mikołaja wymienionego w dokumencie z roku 1476. Jerzy, ożeniony z Margaretą córką Jakuba z Czerniejewa, miał z nią dwóch synów - wspomnianego Jana Jerzego i Kacpra. W 1538 został wybrany sędzią liwskim, spośród czterech kandydatów. Urząd zwolnił się wraz ze śmiercią N. Woysławskiego). Jerzy był następnie podstarościm liwskim i poborcą podatków, posłem na Sejm. Sędzią ziemskim liwskim był do roku 1575.
Posłem na Sejm był również jego syn Kacper, który był poborcą podatków, a w roku 1590 cześnikiem liwskim. Podobnie kilku innych Broszkowskich: w latach 1556 i 1557 Hieronim, a w r. 1609 Jan (podstarości w latach 1608 - 1612). W dokumentach czytamy również, że w roku 1609 Jan Broszkowski był podwojewodzym Liwskim.
W latach 1584–1620 Mikołaj Broszkowski był pisarzem ziemskim, zaś jego brat Melchior poborcą liwskim w r. 1609. W r. 1612 Samuel Broszkowski był stolnikiem liwskim. Piotr był podstarościm bielskim – żonatym z Heleną, 1580.
Wojciech był skarbnikiem liwskim i miał dzieci Macieja i Annę, żonę Serafina Grzybowskiego. W roku 1618 kiedy Wojciech już nie żył, skwitowała swego brata z 3 000 zł, jako połowy swego posagu.
Ostatnim właścicielem Broszkowa z rodziny Broszkowskich był Kacper, ożeniony z Anną Chojecką. W 1620 r. wraz z synami: Janem, podstarościm liwskim (1612) oraz Stanisławem i Bartłomiejem sprzedał Broszkowo Gostomskiemu – prawdopodobnie chodzi tu o kasztelana liwskiego Anzelma (zm. 1621), potomka wojewody rawskiego Anzelma Gostomskiego h. Nałęcz) – i przeniósł się na Ukrainę, osiedlając się w powiecie Starokonstantynowskim (obecnie Starokonstantyniw, obl. Chmielnicka).
Broszkowscy pozostali w ziemi liwskiej innych miejscowościach. M.in. elekcję króla Władysława IV (1632) podpisało sześciu Broszkowskich: Aleksander, Jan i Jan II oraz Maciej z Nowaków – skarbnik oraz Wojciech i Wojciech II. Należeli oni do sześćdziesięciu ośmiu wyborców z ziemi liwskiej.

### XVII-XX wiek
W ciągu swej dalszej historii Broszków kilkakrotnie zmieniał właścicieli. Przez ponad sto lat, do 1925 należał do rodziny Buynów herbu Ślepowron. Za ich czasów XIX w. dwór w Broszkowie został przebudowywany przez Henryka Marconiego, a potem jego syna Władysława. Ostatnim właścicielem z tej rodziny był Franciszek Buyno. Majątek Broszków należał następnie do Wojtasiewiczów i Dreckich. Zachowała się przy tym jedność dóbr Broszków i Sionna, która przetrwała aż do końca II wojny światowej, kiedy to przyniesiony przez Armię Czerwoną nowy system polityczny unicestwił wielką własność ziemską.
W lipcu 1944 roku w okolicach miejscowości miała miejsce bitwa pod Siedlcami.
Po wojnie, na terenie dóbr Broszków funkcjonowało rybackie PGR, a w roku 1984 utworzono tu rezerwat ptaków "Stawy Broszkowskie".